# Scopula corrupta
Scopula corrupta là một loài bướm đêm trong họ Geometridae.